# Поглинання бурового розчину
Поглинання бурового розчину — це гідродинамічна взаємодія між стовпом рідини у свердловині і пластом, у результаті якої спостерігається надходження бурового розчину в поглинаючий горизонт з проникністю, яка ускладнює подальше поглиблення свердловини.

## Загальний опис
Поглинання бурових і тампонажних розчинів можуть виникнути у загальному випадку в пластах, проникність яких визначається гранулярною пористістю, тріщинуватістю і кавернозністю гірських порід. Розрізняють механізм поглинання в'язких і структурованих рідин. Поглинання в'язких рідин можливі в будь-яких проникних гірських породах, а інтенсивність поглинання визначається величиною репресії на поглинаючий пласт, властивостями рідини і гідродинамічними характеристиками пласта. Особливість поглинання структурованих рідин полягає в тому, що малопористі породи не поглинають їх навіть при великих перепадах тиску в системі свердловина-пласт. Поглинання бурових розчинів у таких пластах виникає в основному внаслідок їх гідравлічного розриву.

## Зони поглинання бурового розчину діляться
- а) зони фільтрації з темпом поглинання 0,150—1,5 м3/годину.
- б) часткове поглинання з інтенсивністю 1,5—10 м3/год.
- в) повне поглинання, коли рівень утримується на глибині 50—150 м.
- г) Часткове або повне поглинання через гідророзрив.
- д) Повна втрата циркуляції із зниженням рівня на 150—300 м.

## Ознаки поглинань бурового розчину
- Прямі:
  -  — рівень розчину в приймальних ємностях зменшується
  -  — кількість рідини яка виходить зі свердловини менша тієї яку закачують
- Побічні:
  -  — збільшується механічна швидкість буріння
  -  — зменшується кількість шламу на віброситі
  -  — спостерігається підклинка долота, а інколи заклинка колон
  -  — зменшується тиск на стояку
  -  — змінюються параметри бурового розчину.

## Дослідження поглинаючих горизонтів
Обґрунтований вибір ефективних способів ліквідації поглинань можливий при наявності таких даних про кожний поглинаючий пласт: глибина залягання, пластовий тиск, характеристика флюїдів і відомості про міжпластові перетоки, гідродинамічна характеристика, літологія і відомості про будову пласта і стан свердловини.
Цю інформацію одержують з тією чи іншою повнотою з допомогою різних методів дослідження поглинаючих пластів: промислово-геофізичних, гідродинамічних та інших (відбір керна, шламу, механічний каротаж і т. д.).
Промислово-геофізичні методи застосовують для визначення інтервалів залягання поглинаючих пластів, а також вивчення характеру його будови і стану присвердловинної зони. До цих методів належать: електрометрія і резистовіметрія, стандартний, акустичний і радіоактивний каротажі, фото- і телезйомки стінок свердловини, кавернометрія і витратометрія.
Границі поглинаючих горизонтів визначають з допомогою електрометрії, резистовиметрії і витратометрії, а також з допомогою радіоактивних ізотопів.
Електрометрія найефективніша при значному температурному градієнті і великій інтенсивності поглинання. Суть методу визначення глибини підошви поглинаючого горизонту полягає в знаходженні характерних згинів кривих, одержаних після закачування в свердловину бурового розчину з температурою, відмінною від температури рідини в свердловині. У глибоких свердловинах цей метод неефективний. Резистовиметрія дозволяє визначати інтервал поглинання шляхом зміни питомого електричного опору в свердловині внаслідок зміни (підвищення) його мінералізації.
Інтервал поглинання поглинаючого пласта може бути виділений з допомогою радіоактивного каротажу. Суть методу полягає у зіставленні фонової кривої природної гама-активності гірських порід і кривої, записаної після закачування в свердловину певного об'єму радіоактивної рідини. Поглинаючі пласти тоді будуть мати значно більшу радіоактивність.
Витратометрія дозволяє заміряти середню об'ємну швидкість потоку рідини, що рухається в свердловині. В окремих випадках з її допомогою можна визначити характер зміни фільтраційних властивостей по товщині пласта, а також виділити великі тріщини. Результати витратометрії інтерпретують із врахуванням кавернограми. Використовують витратоміри різних конструкцій (РЄЦ-УФНИИ, ВНИИГ, «Разведчик-8», ДАУ та ін.). Витратометрію, як правило, можна застосовувати при бурінні свердловини з промивкою водою або низьков'язкими промивальними рідинами. Акустичний каротаж дозволяє виділити тріщинуваті й закарстовані породи.
Будову поглинаючого пласта на стінці можна вивчити з допомогою свердловинних фотоапаратів і акустичних телевізорів. Застосування фотоапаратів для дослідження поглинаючих пластів є трудомістким з ряду причин (пошук об'єкту, прозорість середовища та ін.). Визначення тріщинних зон у непрозорих рідинах можливе з допомогою свердловинного акустичного телевізора.
Гідродинамічні методи дозволяють одержати інформацію про приймальність пласта при різних перепадах тиску. Основна мета гідродинамічних досліджень полягає в одержанні індикаторних ліній поглинаючого пласта. Їх проводять на усталених і неусталених режимах методом нагнітання або відбору рідини.
Метод усталених закачок, або метод постійних динамічних рівнів, застосовують тоді, коли статичний рівень рідини в свердловині достатній для одержання індикаторної діаграми. При цьому проводять закачування рідини в свердловину з різними значеннями витрати до встановлення постійного динамічного рівня.
Якщо статичний рівень недостатній для одержання індикаторної лінії, то застосовують метод усталених нагнітань. Рідину з постійною витратою нагнітають в пласт при герметизованому усті до встановлення на ньому постійного тиску.
Метод усталених відборів застосовують при переливі рідини із свердловини.
Серед неусталених методів досліджень поглинаючих пластів найбільшого поширення одержав метод спостереження за рівнем рідини в свердловині (hст > 30 м). Суть методу полягає в спостереженні за динамікою зміни рівня (тиску) при доливі свердловини з постійною витрарою або падінням рівня після заповнення свердловини до устя.
Суть гідродинамічних досліджень (ГДД). У поглинаючий пласт через відкритий кінець бурильної колони закачують рідину в свердловину і фіксують величину динамічного рівня рідини в свердловині (hд). Для побудови індикаторної кривої в свердловину закачують рідину спочатку з максимальною продуктивністю Q1, значення якої приблизно дорівнює продуктивності насоса Qн

## Запобігання поглинань
- Для попередження поглинань на стадії проектування необхідно: — визначити в розрізі свердловини зони ослаблених порід, схильних до гідророзриву; — розрахунку градієнтів тиску гідророзриву і пластових тисків; — визначити допустимі меж зміни густини бурового розчину при бурінні і цементуванні, які забезпечують попередження поглинань та проявлень. — розробити заходи збільшення градієнтів тиску гідророзриву ослаблених пластів; — розробити заходи із зменшення гідродинамічного тиску в затрубному просторі свердловини вище зони поглинань; — розрахувати границі несумісних інтервалів буріння і вибрати раціональну конструкції свердловини; — вибрати величин зазорів між зовнішнім діаметром обсадної і бурильної колони та стінкою свердловини; — вибрати рецептури бурових розчинів, які кріплять стінки свердловини; — вибрати раціональні КНБК і способи буріння; — розрахувати режимно-технологічні параметри, які забезпечують буріння без ускладнень. — розрахувати необхідну продуктивність насосів;

- Загальні заходи попередження поглинань:

1. По фактичному розрізу уточнювати геологічні дані: фізико-механічні властивості порід, їх градієнти тиску гідророзриву, пластові тиски.
2. За уточненими геологічними даними перераховувати: — границі інтервалів, які несумісні щодо умов буріння; — границі допустимих змін густини бурового розчину; — режимно-технологічні і гідродинамічні параметри буріння; — за уточненими даними коректувати проектні рішення.
3. Коректувати конструкцію свердловини: — збільшувати або зменшувати глибину спуску обсадних колон; — відмовлятися від спуску деяких колон, або спускати додаткові обсадні колони;
4. Перераховувати обсадні колони на міцність, витрати металу та цементу на кріплення свердловини.
- Заходи попередження поглинань під час буріння свердловин:

1. До буріння приступати тільки після приведення всіх параметрів бурового розчину до вимог ГТН.
2. Постійно слідкувати за якістю бурового розчину, його реологічними параметрами, відповідністю їх заданим в ГТН.
3. Своєчасно обробляти розчин хімреагентами, які знижують гідродинамічний опір.
4. Систематично заміряти параметри бурового розчину: — густину через 15 хв.; — температуру на виході із свердловини та вміст вільного повітря (газу) через 30 хв.; — водовіддачу, товщину кірки, СНЗ через 1 годину;
5. Наявність нафти в буровому розчині, лужність і липкість кірки заміряти в, лабораторії не рідше двох раз на тиждень.
6. Не допускати надмірного обважнення бурового розчину. Його густину підтримувати на рівні нижньої допустимої границі.
7. Під час обробки бурового розчину не допускати різких коливань його параметрів.
8. Забезпечувати повну дегазацію бурового розчину і його очистку від шламу.
9. Перераховувати густину загазованого бурового розчину, який заміряний на виході із свердловини на істинну.
10. Не допускати відхилення істинної густини бурового розчину від передбаченої ГТН більше ніж на 20 кг/м3.
11. Перед пуском бурових насосів, розходжувати інструмент з його провертанням. Відновлювати циркуляцію одним насосом з одночасним підійманням інструменту на довжину робочої труби і поступовим перекриттям засувки на викиді. Другий насос підключати після відновлення циркуляції і зниження тиску.
12. Під час буріння періодично відривати долото від вибою свердловини і проробляти привибійну зону.
13. Перед нарощуванням ствол свердловини проробляти на довжину робочої труби і добиватися вільного руху інструменту від вибою.
14. Перед підйомом інструменту промивати свердловину протягом не менше одного циклу.
15. За 50 м до зони поглинання перейти на роторний спосіб буріння, зменшити по можливості діаметр та довжину ОБТ.
16. З метою визначення початку поглинань постійно слідкувати за станом циркуляції бурового розчину, рівнем його в приймальних чанах, зміною механічної швидкості буріння.
17. Після розкриття зони поглинань спускати інструмент з проміжними промивками в башмаку колони і далі згідно з планом.
18. Обмежувати продуктивність насосів їх нижніми розрахунковими межами.
19. Обмежувати механічну швидкість буріння.
20. Використовувати долота з центральною промивкою.
21. Не допускати різких рухів інструменту в свердловині.
22. Попереджувати утворення сальників на бурильному інструменті.
23. На буровій постійно мати необхідний запас бурового розчину (не менше одного об‘єму свердловини) та інертних наповнювачів.
24. При розкритті часткових поглинань підіймати долото в башмак раніше спущеної колони і залишати інструмент в спокої на 6-8 годин.
25. Використовувати бурові розчини, які кріплять стінки свердловини.
26. Використовувати механічні засоби, які посилюють кольматацію пристінної зони ствола свердловини.
27. Додавати до бурових і цементних розчинів відповідні інертні наповнювачі.
28. При наявності поглинань провести ізоляційні роботи.
- Заходи попередження поглинань під час кріплення свердловини:

1. Перед спуском обсадної колони готувати ствол свердловини: проробляти, калібрувати, промивати.
2. Спускати обсадну колону в свердловину секціями, або застосовувати ступінчасте цементування. Відстань від зони поглинання до верха секції, або заливної муфти визначати з врахуванням градієнту тиску гідророзриву пласта.
3. При необхідності знижувати густину цементного розчину за рахунок добавки до нього різних полегшуючих домішок.
4. В процесі приготування тампонажного розчину не допускати відхилення його густини від заданої більш як на + 30 кг/м3.
5. Для попередження передчасного загуснення тампонажного розчину забезпечувати його рівномірне нагнітання та протискування без зупинок.
6. Для зниження гідравлічного опору цементний розчин обробляти пластифікаторами, спеціальними хімреагентами для зниження водовіддачі.
7. Для попередження змішування бурового і цементного розчинів використовувати буферні рідини та розділювальні пробки.
8. Не допускати збільшення продуктивності цементувальних агрегатів понад розрахункову. При появі часткового поглинання знижувати продуктивність цементувальних агрегатів.
9. Як буферні рідини використовувати рідини, що мають високі кольматуючі властивості.
- Основні методи для попередження поглинань можна умовно розділити на три групи:

1. регулювання властивостей промивальних рідин;
2. управління гідродинамічною обстановкою в свердловині при виконанні різних технологічних операцій (буріння, спуск-підйом, цементування та ін.);
3. зміна характеристик поглинаючого пласта.
Вибір методів попередження поглинань або їхніх комбінацій, як правило, визначається конкретними геолого-технологічними умовами проводки свердловини.
- Ефективність попередження поглинання в значній мірі визначається типом промивальної рідини та її властивостей. Густина бурового розчину — одна з основних показників, які визначають величину тиску на поглинаючий пласт в статичних і, деякою мірою, динамічних умовах. При розкритті потенційно можливої зони поглинань необхідно використовувати промивальні рідини з мінімально можливою густиною, значення якої визначається умовами попередження проявлення і порушення цілісності стінок свердловини і задовольняє умови попередження поглинання при виконанні основних технологічних операцій (буріння, спуск-підйом та ін.).

Традиційним способом попередження поглинання є регулювання реологічних властивостей промивальних рідин.
Комплекс профілактичних заходів управління гідродинамічною обстановкою достатньо широкий і включає вибір способу буріння і компонування бурильного інструменту, управління швидкостями проведення технологічних операцій, регулювання параметрів промивальних рідин, застосування проміжних промивок, підтримання в належному стані ствола свердловини та ін. Реалізація ряду заходів не завжди можлива, оскільки їх застосовують і з інших технологічних міркувань (вибір способу буріння, компонування бурильного інструменту, параметрів промивальної рідини тощо). Тому основна увага приділяється питанням управління швидкостями проведення технологічних операцій (механічне буріння, спуск бурильного інструменту, запуск бурових насосів).
При механічному бурінні гідродинамічний тиск визначається гідростатичним тиском стовпа промивальної рідини і гідравлічними опорами в затрубному просторі. При спуску бурильного інструменту в свердловину необхідно регулювати режими (швидкості) спуску. При запуску бурових насосів необхідно додержуватись певних профілактичних заходів (проводити запуск насосів послідовно, проводити при необхідності обертання або розходжування колони і т. д.).
Для попередження поглинань важливу роль відіграють методи цілеспрямованої зміни характеристик поглинаючого пласта. Для цього в залежності від очікуваних характеристик зони поглинання використовують різні техніко-технологічні прийоми.
Одним з найефективніших способів є застосування закупорюючих матеріалів-наповнювачів, які додають у циркулюючу промивальну рідину або застосовують разове закачування в зону поглинання порції спеціальної рідини з наповнювачем. Використовують наповнювачі трьох різновидностей:
1. волокнисті (кордове волокно, обрізки ниток, шкіра, горох та ін.);
2. лускові (слюда-луска, обрізки целофану та ін.);
3. зернисті (горіхова шкарлупа, керамзит, перліт, пісок, частинки гуми, пластмас та ін.).
Основні профілактичні заходи для попередження поглинання при кріпленні свердловини аналогічні описаним вище.
- Найчастіше для зменшення інтенсивності поглинання застосовують такі методи:

 зменшують густину розчину;
 регулюють структурно-механічні властивості промивальної рідини;
 збільшують кольматуючі властивості бурового розчину;
 зменшують подачу бурових насосів;
 обмежують швидкість СПО бурильної колони та механічної швидкості буріння в зоні поглинаючого горизонту;
 збільшують зазор між бурильною колоною і стінками свердловини, звернувши особливу увагу на зазор між ОБТ і стінками свердловини;
 попередньо руйнують структуру розчину перед запуском бурових насосів та інші.